# George Pajon
George Pajon, Jr. (Los Ángeles, 10 de abril de 1969) es un guitarrista, compositor y productor discográfico estadounidense. Además de ser uno de los músicos clave en la ejecución y grabación de la música de The Black Eyed Peas, Pajon también es ha coescrito muchos de los éxitos más populares del grupo.
Pajon tiene créditos de grabación como compositor, productor o músico con Fergie, Carlos Santana, Sting, Ricky Martin, will.i.am, Macy Gray, Candy Dulfer, Los Lonely Boys, Cheryl Cole, "Weird Al" Yankovic, Kelis, Richard Cheese, Nas, Damian Marley, Sérgio Mendes, John Legend, Jully Black, Venus Brown, Tre Hardson y otros artistas.
Pajon ha contribuido a bandas sonoras de películas como Poseidon, Scary Movie, Barbershop 2: Back in Business y Dirty Dancing: Havana Nights, entre otras, ya sea como compositor, productor discográfico o como músico. Pajon ha contribuido a bandas sonoras de televisión como Live from Studio Five, The Voice of the Philippines, The Voice UK, The X Factor y Dancing with the Stars, entre otros. Coescribió el tema y el crédito del título de Samurai Jack, la serie de dibujos animados.